# Slinutý karbid

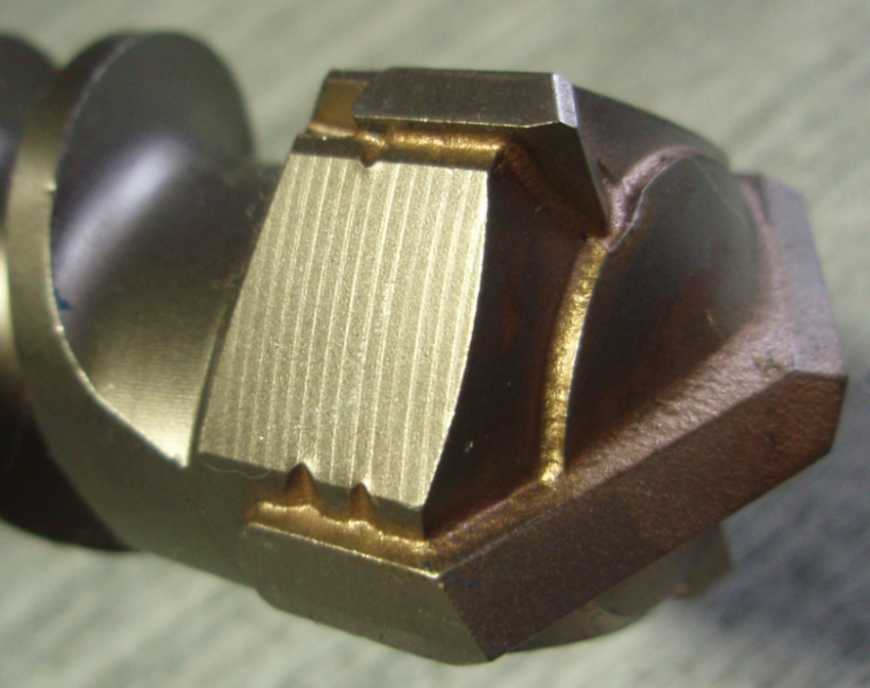
Destičky ze slinutého karbidu zapájené do hlavy příklepového vrtáku

Slinutý karbid (zkráceně SK) je tvrdý a otěruvzdorný materiál vyrobený slinováním tvrdých karbidů kovů. Užívá se hlavně pro výrobu nástrojů, jak obráběcích, tak tvářecích a jiných vysoce namáhaných dílů.
Nejčastěji se skládá z karbidu wolframu (chemický vzorec WC) a kovového kobaltu, z nichž se vyrábí metodou práškové metalurgie – spékáním (sintrováním, slinováním). Na ocelová tělesa obráběcích nástrojů (soustružnických nožů, fréz, vrtáků, výstružníků aj.) se břitové destičky ze slinutého karbidu připevňují pájením nebo mechanicky (tzv. vyměnitelné břitové destičky – VBD). Menší nástroje jako spirálové vrtáky nebo stopkové frézy lze vyrábět monolitní.
Pro velmi tvrdé nástrojářské materiály, vyráběné většinou z karbidů wolframu či titanu, se někdy používá apelativizací vzniklý název „vidium“. Toto označení vzniklo ve dvacátých letech 20. století, kdy německá firma Krupp počala průmyslovou výrobu slinutého karbidu typu WC-Co pod názvem WIDIA (z německých slov wie Diamant = jako diamant).

## Historie
Karbidové slitiny
V roce 1907 vyrobila firma Haynes v USA chromkobalt-wolframovou slitinu STELIT, která se používala hlavně ve Spojených státech jako nástrojový materiál. Slitiny, obsahující asi 50 % vysokotavitelných karbidů. Materiály na této bázi se stále používají jako návary pro silně namáhané odírané povrchy např. zemních strojů. Název tvrdokov se většinou používá jak pro ně, tak pro slinutý karbid.
Slinuté karbidy
Slinutý karbid obsahující až 94 % (i více) karbidů se vyrábí průmyslově od roku 1926, kdy firma Krupp zhotovila metodou práškové metalurgie první slinutý karbid WIDIA (odtud slangové označení pro výměnné destičky a vrtáky do zdiva „vidiák“). Přes tehdejší poměrně velkou cenu se slinuté karbidy značně rozšířily do strojírenské výroby. Podmínkou pro jejich použití byla a je co nejvyšší tuhost základní obráběcí soustavy stroj-nástroj-obrobek, protože SK jsou v porovnání s rychlořeznými ocelemi velmi křehké.

## Popis
Slinuté karbidy jsou výrobky práškové metalurgie. Jsou tvořeny jemnými částicemi tvrdých karbidů některých kovů, jako W, Ti a Ta, které jsou navzájem pojeny zpravidla kobaltem. Poměrné množství jednotlivých druhů karbidů a kobaltu určuje pak vlastnosti slinutého karbidu.
Slinuté karbidy jsou mnohem tvrdší než rychlořezné oceli a slitiny Co–Cr–W. Svou tvrdost zachovávají i za vyšších teplot než rychlořezné oceli. První slinuté karbidy obsahovaly jen karbid wolframu s malým množstvím kobaltu jako pojidla. Byly velmi tvrdé, ale poměrně křehké, takže špatně odolávaly rázům. Vyhovovaly však celkem dobře při obrábění litiny, ale již méně se osvědčily při obrábění oceli.
Na slinuté karbidy pro obrábění ocelí bylo použito jako přísady též malého množství karbidů titanu a tantalu. Zvýšeným množstvím karbidu titanu bylo dosaženo dalšího zvětšení tvrdosti slinutých karbidů za zvýšených teplot. Značná stálost ostří nástrojů ze slinutých karbidů je hlavním důvodem rychlého rozšíření těchto materiálů na břity řezných nástrojů všeho druhu.
Řezné nástroje ze slinutých karbidů se hodí k obrábění nejrůznějších druhů materiálů, od měkkých, jako jsou mosazi a slitiny Al, až po nejtvrdší materiály, jako je bílá litina a žáropevné slitiny o velké pevnosti. Volba vhodného slinutého karbidu závisí hlavně na druhu a tvrdosti obráběného materiálu a velikosti rázu při funkci nástroje. S rostoucím obsahem kobaltu vzrůstá houževnatost, ale klesá tvrdost a odolnost slinutého karbidu proti opotřebení.
Podle účelu použití se musí vybrat vždy ten druh slinutého karbidu, který má pro daný účel nejvhodnější kombinaci potřebných vlastností. Např. pro obrábění šedé litiny se používají slinuté karbidy skupiny H, pro obrábění oceli se hodí slinuté karbidy skupiny S a pro jemné obrábění se používá slinutých karbidů skupiny F. Pro obrábění těžko obrobitelných materiálů jsou určeny slinuté karbidy skupiny TJ. Slinuté karbidy skupiny H jsou velmi odolné proti opotřebení, takže se hodí k obrábění abrazivních materiálů, např. plastických hmot vyztužených skelnými vlákny apod. Jsou vhodné i k obrábění velmi tvrdých materiálů, např. bílých litin, ale i k obrábění slitin aluminia apod.

## Povlakování slinutých karbidů
V roce 1969 přišla firma Sandvik Coromant s destičkami povlakovanými karbidem titanu. Povlakování slinutého karbidu se ukázalo velice účinnou metodou zvýšení obráběcího výkonu a stalo se předmětem intenzivního výzkumu. Povlakované VBD prakticky během 30 let vytlačily nepovlakované. Povlakování se také používá u monolitních nástrojů.